# 登坂絵莉
登坂 絵莉（とうさか えり、1993年8月30日 - ）は、富山県高岡市出身の元女子レスリング選手である。階級は48kg級。身長152cm。至学館大学健康科学部健康スポーツ科学科を卒業した。2016年より至学館大学大学院に進学し、東新住建にも入社し女子レスリング部に所属したが、2022年3月31日をもって退職している。

## 来歴
国体のグレコローマンレスリング48kg級で優勝経験のある父の勧めで高岡市立木津小学校3年の時に高岡ジュニア教室でレスリングを始めた。なお、父親は柔道の田知本愛・遥姉妹の父親と高岡第一高校時代の同級生で、中学時代には柔道で対戦した経験もあった。
高岡市立南星中学校に入学すると、週3回の練習では飽き足らず「毎日練習しないと勝てない」と思い立ったことから、近くにあって毎日練習を行うことで知られる宮原優の父親が運営する「MIYAHARA GYM」に移ることになった。中学3年になると、高岡ジュニア教室も毎日練習を行うことになったため元の所属に戻った。そして全国中学生選手権で優勝を飾った。
至学館高校入学後は全国高校女子選手権を2連覇した。また、3年の時には全日本レスリング選手権大会の2回戦で山本美憂を破るなどして勝ち進むが、決勝で小原日登美に敗れた。
至学館大学に入学すると、ジュニアオリンピックでは1階級上の51kg級で優勝した。レスリングワールドカップでは出場機会はなかったものの優勝メンバーに名を連ねた。全日本選抜レスリング選手権大会でも優勝を飾って世界選手権48kg級代表に選ばれた。
カナダのストラスコナカウンティで開催された2012年レスリング世界選手権では決勝でベラルーシのワネサ・カラジンスカヤと対戦して、お互い1ピリオドずつ取り合って迎えた第3ピリオドにおいて、ポイント2-2から終了直前にカラジンスカヤが登坂を場外に押し出したとして相手に1ポイントが入ったものの、登坂陣営が場外に出ていないとして判定にチャレンジすると（ビデオ判定を要求すること）、それが認められてビッグポイントを取っている登坂の勝利が一旦は宣せられた。しかし、今度はカラジンスカヤ陣営がその裁定にチャレンジすると、カラジンスカヤが登坂を場外に押し出す前に登坂のバックを取っていたと見なされて1ポイントが追加されてカラジンスカヤの勝利ということになり、再び判定が覆されることとなった。本来ならチャレンジ後に出た結果に対する相手のチャレンジは認められず、この試合でジュリー（審判長）を務めたマリオ・サレトニグ自身もそれを認めたものの、「先にチャレンジしたのはカラジンスカヤ陣営だ」などと全く事実に反する弁明をして、登坂陣営の抗議を受け付けようとはしなかったという。その後の全日本レスリング選手権大会決勝では今まで一度も勝てなかった九州共立大学2年の入江ゆきを破って優勝した。
2013年6月の全日本選抜レスリング選手権大会で優勝して、前年に続き世界選手権代表に選ばれた。7月のユニバーシアードでも優勝を飾った。
2013年9月の2013年レスリング世界選手権では順調に勝ち上がり、決勝ではベネズエラのマエリス・カリパにテクニカル・フォール勝ちを収めて前回大会にて誤審で2位に終わった雪辱を果たして初の世界女王に輝いた。
2014年にはワールドカップで優勝すると、全日本選抜でも決勝で51kg級から階級を落としてきた同郷の宮原を破って3連覇を達成して、世界選手権代表に選ばれた。世界選手権では決勝でポーランドのイウォナニナ・マトコフスカに10-2の大差を付けて勝利を収めて、世界選手権2連覇を達成した。続くアジア大会では決勝で2013年の51kg級世界チャンピオンである中国の孫亜楠を5-1で破って優勝した。12月の全日本レスリング選手権大会では3連覇を成し遂げた。
2015年6月の全日本選抜では4連覇を達成して、世界選手権代表に選ばれた。9月の世界選手権では決勝でロンドンオリンピック銀メダリストであるアゼルバイジャンのマリヤ・スタドニクと対戦した。消極的であるとしてアクティビティタイム（AT）の警告で2ポイントを先取されるが、終了10秒前にビッグポイントとなる片足タックルで同点に追いついた。同点の場合はビッグポイントを取った方が勝者となるため、スタドニク側は登坂のポイントは場外に押し出した1ポイントではないかと判定に異議を唱えてチャレンジ権を行使するも、認められなかったことでポイントは3-2となり、登坂が世界選手権3連覇を達成した。今回優勝したことで12月に行われる全日本選手権に出場さえすれば、規定により2016年リオデジャネイロオリンピック代表に内定することになった。力の強い外国選手対策として12月の全日本選手権では1階級上の53kg級に出場すると、決勝では九州共立大学3年の入江ななみと接戦になりながらも競い勝って、オリンピック代表を決めた。
2016年2月のアジア選手権では準決勝で孫亜楠に4-5で敗れて3位に終わり、2012年の世界選手権以来3年半ぶりの敗戦を喫することになった。また、連勝記録も59で止まった。6月には富山県庁を訪れて、「何が何でも金メダルを取りたい」とオリンピックに向けた決意を語った。初出場となるリオデジャネイロオリンピックでは、8月17日に開催された女子レスリングで、2回戦でカザフスタンのジュルジズ・エシモワを6-0、準々決勝でアメリカのヘイリー・アウゲロを11-2、準決勝では中国の孫亜楠を8-3でそれぞれ破った。決勝では前年の世界選手権の決勝と同じくアゼルバイジャンのスタドニクと対戦。第1ピリオドに場外へ押し出されて1ポイントを取られ、第2ピリオドで両者ともにアクティビティ・タイムで1ポイントずつ入って1-2とリードされる展開だったが、残り5秒の終了間際に片足タックルから相手のバックを取って3-2で逆転勝ちして金メダルを獲得した。9月にはオリンピックでの活躍が評価されて県民栄誉賞を受賞した。11月に紫綬褒章を受章。
2017年1月には古傷の左足親指の手術を受けた。そのため8月の世界選手権代表にはならなかった。9月には1年1ヶ月ぶりの復帰戦となる全日本女子オープンレスリング選手権大会に53kg級で出場して優勝を飾った。12月の全日本レスリング選手権大会では新階級の50kg級に出場するも、準々決勝を勝った時点で左膝と左足首のケガを悪化させないために棄権した。
2018年6月、全日本選抜選手権準決勝で自衛隊体育学校の入江ゆきに2-6で敗れ3位に終わる。世界選手権代表にはなれなかった。12月の全日本選抜選手権では準決勝で入江に敗れて3位に終わる。
2019年6月16日、全日本選抜選手権女子50キロ級の決勝で須崎優衣と対戦したが敗退する。同年9月の世界選手権の出場の可能性がなくなった。12月の全日本選手権では準決勝で須崎に0－6で敗れたため、東京オリンピック代表になることはできなかった。
2020年8月5日、総合格闘家の倉本一真と結婚。
2021年8月21日、同年8月10日に第1子となる男児を出産したことを自身のSNSで報告。
2022年4月1日、第一線を退いたことが判明。
2024年パリオリンピックでは、現地のパリへ赴き女子レスリング競技の解説を務めた。

## 人物
執念深い性格をしており、嫌なことを言われたり、されたりしたら決して忘れない。心に秘め続けて、何年かかろうとも見返す時を待ちわびている。
チョコレートを大好物としているが、減量の時にはやむなく我慢する。また、試合の前夜には“勝ちメシ”として、必ずカップ麺のどん兵衛きつねうどんを食べることにしている。
試合前にはホテルで西野カナ「Believe」を20分間熱唱するという。
ロックバンドのthe pillowsのファンである。中でもFunny Bunnyという曲を最も気に入っており、「勝ち曲」としている。そのthe pillowsが登坂を応援するために書き上げた楽曲「BE WILD」が、登坂の所属する東新住建のCMで使用されることに決まった。
愛知県名古屋市千種区にあるスポーツジム「BC PROJECT」に所属しており、同ジムに所属している横浜DeNAベイスターズの関根大気と仲が良い。このようなつながりもあり、登坂自身もベイスターズファンであることを公言している。阪神タイガースファンである女子レスリング選手の土性沙羅とは、お互いに野球観戦に行くこともある。
女子レスリング選手の栄希和、菅原ひかり、K-1で活躍しているキックボクサーの野杁正明とは至学館高校時代の同級生。栄と菅原とは大学も同じである。三人とも『練習の虫』とまで評される登坂の豊富な練習量と集中力に敬意を抱いており、栄は「絵莉についていけば、自分も強くなる。そう自分に言い聞かせて一生懸命練習しました」と語っている。ゴング格闘技2016年6月号では野杁との対談も実現している。
川栄李奈と似ていると話題となった。川栄とは2016年10月23日放送の日本テレビ『行列のできる法律相談所』で初共演を果たした。
左利き（左手利き）である。

## 主な戦績
- 2008年 - 全国中学生レスリング選手権大会 優勝
- 2010年 - 2012年 ジュニアクイーンズカップ 2位
- 2010年 - 2011年 全国高校女子選手権 2連覇
- 2011年 - アジアジュニアレスリング選手権大会 優勝
- 2011年 - 全日本レスリング選手権大会 2位
- 2012年 - アジア選手権 3位
- 2012年 - ジュニアオリンピック 優勝（51kg級）
- 2012年 - レスリングワールドカップ 優勝
- 2012年 - 全日本選抜レスリング選手権大会 優勝
- 2012年 - 全日本学生レスリング選手権大会 3位
- 2012年 - 2012年レスリング世界選手権 2位
- 2012年 - 全日本レスリング選手権大会 優勝
- 2013年 - 全日本選抜レスリング選手権大会 優勝
- 2013年 - ユニバーシアード 優勝
- 2013年 - 2013年レスリング世界選手権 優勝
- 2013年 - 全日本レスリング選手権大会 優勝
- 2014年 - ワールドカップ 優勝
- 2014年 - 全日本選抜 優勝
- 2014年 - 世界選手権 優勝
- 2014年 - アジア大会 優勝
- 2014年 - 全日本レスリング選手権大会 優勝
- 2015年 - 全日本選抜 優勝
- 2015年 - 世界選手権 優勝
- 2015年 - 全日本レスリング選手権大会 優勝
- 2016年 - アジア選手権 3位
- 2016年 - リオデジャネイロオリンピック 優勝
- 2017年 - 全日本女子オープンレスリング選手権大会 優勝（53kg級）
- 2018年 - 全日本選抜 3位
- 2018年 - 全日本レスリング選手権大会 3位
- 2019年 - 全日本選抜 2位
- 2019年 - 全日本レスリング選手権大会 3位

（出典）

## 主な出演

### テレビ
- 阿佐ヶ谷アパートメント （2024年12月14日、NHK教育Eテレ）https://www.nhk.jp/p/ts/BM338X5G3Y/episode/te/8VYNP5LLRQ/　阿佐ヶ谷アパートメント_２０２４▽第８話　メタモルフォーゼしたい夜_201号室「めおと部屋」住人として倉本一真（夫）と出演
- DayDay. （2023年10月 - 、日本テレビ） - 木曜レギュラー
- ヒルナンデス!（2024年9月16日、日本テレビ）
- あさドレ♪（2024年10月2日 - 、中京テレビ） - 水曜レギュラー（あさドレ♪ファミリー）

### CM
- 明治（2016年）[50]